# Die türkische Bibel, oder des Korans allererste teutsche Übersetzung aus der Arabischen Urschrift

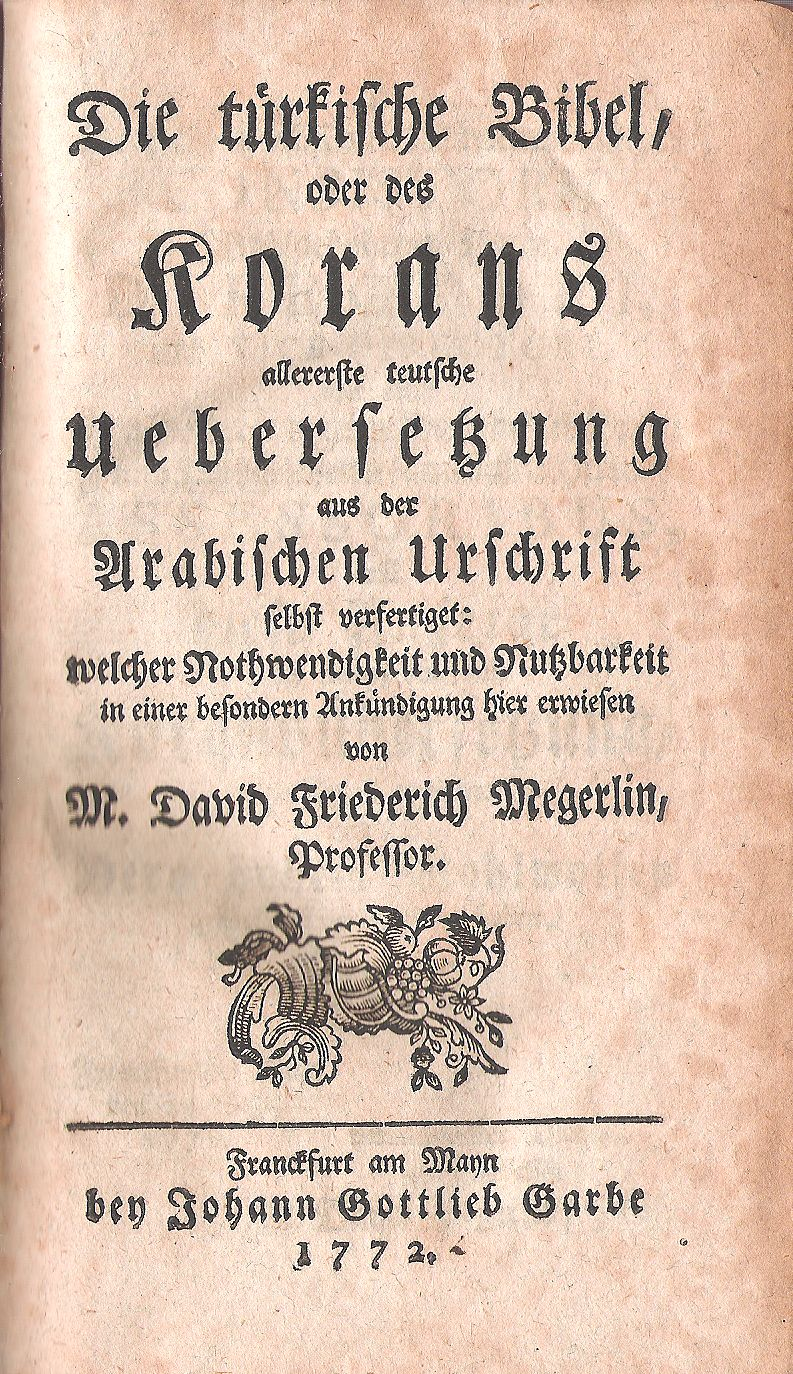
Titelblatt

Die türkische Bibel, oder des Korans allererste teutsche Übersetzung aus der Arabischen Urschrift ist die älteste deutsche Koranübersetzung. Sie stammt aus dem Jahr 1772. Besorgt wurde sie von dem Frankfurter Gymnasialprofessor David Friederich Megerlin (1699–1778).
Im Vorwort rechtfertigt Megerlin seine Übersetzung gegen die Vorbehalte der katholischen Kirche, dass man so den Koran als „Fabelbuch“ kennenlernen und sich von seiner Falschheit überzeugen könne. Für Megerlein ist Mahumed der „falsche Prophet“ und Antichrist, weil „er sich nicht zu Christus als Mittler des Heils bekennt, das Geheimnis der Dreieinigkeit, die Sakramente des neuen Bundes, und die Heilsordnung, durch den Glauben selig zu werden, nicht annimmt und dazu seine politische Scheinreligion mit Waffen, wo er kann, fortpflanzt“. Die türkische Bibel helfe, „Mahumed und sein Lügenbuch besser kennen zu lernen und Gott zu bitten, diesem gewalttätigen Reich und seiner abergläubischen Religion im Koran bald ein Ende zu machen“.
Dieses Feindbild wirkt sich auf die Übersetzung aus. Eine mit C.B. unterzeichnete Kritik, in der die Übersetzung mit einer anderen verglichen wird, findet sich im 17. Band der Zeitschrift „Allgemeine deutsche Bibliothek“ von 1772. Eine knappe vermutlich von Goethe verfasste Übersicht über verschiedene Rezensionen dieses Bandes erschien am 22. Dezember 1772 in den Frankfurter gelehrten Anzeigen. Dort steht, die Rezension von C.B sei im Vergleich zu anderen Rezensionen des 17. Bandes kurz: „Diese elende Produktion [Megerlins] wird [vom Kritiker C. B.] kürzer abgefertigt. Wir wünschen, dass einmal eine andere unter morgenländischem Himmel von einem Deutschen verfertigt würde, der mit allem Dichter- und Prophetengefühl in seinem Zelte den Koran läse, und Ahndungsgeist genug hätte, das Ganze zu umfassen“.

Vorwort: Seiten 16–17 und 24–31
Seiten 16–17
Seiten 24–25
Seiten 26–27
Seiten 28–29
Seiten 30–31